# سیارک ۴۴۶۱۳
سیارک ۴۴۶۱۳ (به انگلیسی: 44613 Rudolf، نامگذاری:1999RU31) چهل و چهار هزار و ششصد و سیزدهمین سیارک کشف شده‌است که در ۸ سپتامبر ۱۹۹۹ کشف شد.